# Gymnázium Kroměříž
Gymnázium Kroměříž je všeobecné čtyřleté a osmileté gymnázium založené roku 1882.

## Historie

### Boj o české gymnázium (1867–1882)
První snahy o založení českého gymnázia v Kroměříži se datují do roku 1867 u jeho zrodu stál zemský poslanec Jan Kozánek. Ve městě v té době existovalo piaristické gymnázium založené již roku 1687 olomouckým biskupem Karlem II. z Liechtensteina-Calstelcornu a Arcibiskupské gymnázium založené v roce 1854 arcibiskupem Bedřichem z Fürstenberka jako konvikt. Výuka na piaristickém gymnáziu probíhala původně v latině a po josefinských reformách v němčině, i když mezi studenty převažovali česky hovořící Moravané. Arcibiskupské gymnázium bylo jazykově českoněmecké, ale nebylo úplné. Většina výuky probíhala na piaristickém gymnáziu a studenti skládali maturitu na jiných školách.
Zřízení českých tříd na piaristickém gymnáziu se ukázalo jako nereálné. Neprosadila se ani myšlenka rozšířit Arcibiskupské gymnázium na úplnou veřejnou školu, a proto začali místní vlastenci usilovat o založení nového, českého ústavu. Kromě potřeby vzdělání v rodném jazyce poukazovali i na fakt, že většina profesorů piaristického gymnázia nesložila zkoušky z učitelské způsobilosti a učí nekvalitně. Na táboru lidu konaném 29. 6. 1869 byla přijata rezoluce za založení českého gymnázia ve městě.
Roku 1873 bylo postátněno piaristické gymnázium. V roce 1880 schválil rozpočtový výbor poslanecké sněmovny říšské rady rezoluci vyzývající k rozšíření počtu českých státních škol tak, aby lépe odrážel národnostní poměr obyvatelstva. To vedlo i v Kroměříži ke zvýšenému tlaku za prosazení výuky v češtině. Ve věci se angažovala Moravská národní strana (staročeská) vedená dr. Kozánkem, ta však koncem roku drtivě prohrála volby a městskou správu ovládla německá strana. Myšlenku českého gymnázia pak nadále prosazovaly především obce v okolí města. Zaznívaly i ekonomické argumenty. Nebude-li v Kroměříži česká škola, hrozí odliv studentů na slovanská gymnázia v Brně a Olomouci a město přijde o peníze, které do něj studenti přinášejí.
Počátkem roku 1881 navrhlo ministerstvo vyučování zřízení paralelních českých tříd na kroměřížském gymnáziu již od následujícího školního roku, obecní rada v čele s purkmistrem dr. Beneschem však návrh zamítla. Pobouření české části kroměřížské veřejnosti bylo o to větší, že ve městě od roku 1877 existovala i německá reálka (dnešní Justiční akademie).
Dne 27. března 1882 podali advokáti Jan Kozánek a Vilibald Mildschuh spolu s kanovníkem od sv. Mořice Františkem Dvořákem svým jménem a jménem dalších patnácti kroměřížských občanů k c. k. zemské školní radě žádost, aby navrhla u ministerstva kultury k otevření čtyř tříd nižšího českého gymnázia, nebo alespoň jedné třídy ke školnímu roku 1882–83. Pro zmíněný ústav se zavázali zajistit náklady. Z ministerstva přišla odpověď, že je málo peněz. Ústav ale může být otevřen až od školního roku 1883–1884.

### Čtyřleté nižší gymnázium (1882–1888)

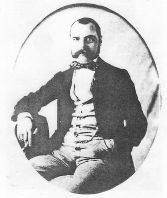
JUDr. Jan Kozánek, zakladatel gymnázia

Nově založené „Družstvo gymnasiální“ začalo bezprostředně zajišťovat vše potřebné, aby škola mohla od září zahájit výuku. Prozatímním ředitelem se stal profesor českého gymnázia v Brně František Višňák, který dostal na svém mateřském ústavu roční dovolenou. Do prvního ročníku bylo přijato 159 žáků rozdělených do oddělení A, B a C. Prostory pro jedno oddělení poskytl arcibiskup v bývalé piaristické koleji (dnes Konzervatoř P. J. Vejvanovského), zbývající dvě byla umístěna v budově Nadsklepí. Školní rok byl zahájen slavnostní bohoslužbou v chrámu sv. Jana Křtitele dne 16. 9. 1882. Složení prvního profesorského sboru bylo následující.
- František Višňák – zatímní ředitel – latina, čeština
- Antonín Krejčiřík – farář na dočasném odpočinku – náboženství
- Josef Klvaňa – suplent – matematika, přírodopis
- Bedřich Fialka – suplent – latina, čeština, němčina
- Josef Sloupský – suplent – zeměpis, němčina, tělocvik
- Josef Klvaňa – suplent – latina, čeština, němčina

Zpěvu vyučoval externě Jan Talich, otec Václava Talicha. Dva učitele jménem Klvaňa si studenti rozlišili tak, že jednomu přezdívali Klvaňka.
Od druhého školního roku bylo gymnázium v souladu s dohodou postátněno. Náklady na prostory a vybavení však nadále neslo družstvo. Ředitelem postátněného ústavu byl definitivně jmenován dosavadní prozatímní ředitel František Višňák, škola získala další prostory pronájmem v domě paní Kubesové.
Prvního listopadu 1883 se družstvo obrátilo na obecní radu s žádostí, aby materiální zajištění školy převzalo město. Členové argumentovali tím, že 5/6 kroměřížských obyvatel tvoří Češi, kteří se svými daněmi podílejí na financování německých škol, a je proto spravedlivé, aby stejnou podporu dostala i škola česká. Zdůrazňovali i ekonomický přínos, který pro město představují čtyři stovky studentů, vesměs dětí zámožných sedláků z okolí. Obecní výbor návrh jednohlasně schválil s platností od prvního prosince. Ještě 1. 7. 1884 si však dr. Kozánek stěžoval, že město zatím nedalo ani krejcar.
V roce 1885 postoupili první studenti do čtvrtého ročníku a bylo třeba začít uvažovat o rozšíření gymnázia na úplné osmileté, aby mohli pokračovat ve studiu na stejné škole. Již v květnu předchozího roku uspěli čeští kandidáti v obecních volbách a síly v zastupitelstvu se vyrovnaly. Obecní výbor tedy souhlasil s rozšířením školy a s postavením nové budovy, čeští zastupitelé na oplátku podpořili stavbu německé dívčí školy obecné a občanské. Plány však zhatil ministr kultu a vyučování baron Gautsch, který žádost zamítl. Pobouření české strany bylo obrovské, úřady však žádost opakovaně zamítaly až do roku 1888. Ministr argumentoval, že na rozšíření školy se momentálně nedostává peněz. Zároveň uvedl, že pro poměr českých a německých škol není rozhodující pouze množství obyvatelstva, ale spíše jeho hospodářské a sociální poměry. Ve skutečnosti však usiloval o nasměrování studentů na živnostenské školy v souladu s představami císaře. Záležitost se projednávala i v poslanecké sněmovně ve Vídni.
V roce 1887 Češi vyhráli obecní volby a prvním českým starostou se stal Vojtěch Kulp. Gymnázium tak získalo jasnou podporu obecní rady. V srpnu se konal tábor lidu na protest proti ministerskému rozhodnutí. Dne 14. 1. 1888 podala rada další žádost, která byla na základě císařova rozhodnutí z 25. 7. schválena. Od školního roku 1888/89 bylo kroměřížské gymnázium rozšířeno na úplné.

### Úplné osmileté gymnázium (1888–1918)
Ihned byly zahájeny přípravy na stavbu nové budovy. Byla zvolena parcela za Kovářskou branou na místě bývalé vojenské nemocnice a dvou sousedních domů. S bouráním těchto staveb se začalo v únoru 1889, stavět se začalo prvního července podle projektu brněnských architektů Julia Tebicha a Josefa Karáska. Hlavním dodavatelem se stal na základě výhodné nabídky kroměřížský stavitel a člen obecního výboru Ladislav Mesenský. Slavnostní svěcení nové budovy proběhlo 21. 9. 1890, řádná výuka začala následující den. Budova sloužila od školního roku 1891/92 i nově zřízenému učitelskému ústavu. První maturity probíhaly od 15. 7. 1892.
Po dvou letech provozu došlo k pohromě. Během let 1892 a 93 byla pod podlahami objevena plíseň, v místnostech se šířil zápach a postupně se ukázalo, že budova je v havarijním stavu. Ředitel si stěžoval, že do jeho bytu zatéká, tvoří se plíseň a do jednoho pokoje prosakuje močůvka z chlapeckých záchodů. Navíc měl pochybnosti o statice budovy, protože v křídle učitelského ústavu začala sesedat chodba. Pravděpodobně se projevil přehnaný spěch při stavbě. Stavitel Mesenský označil za příčinu problémů vlhkou hlínu z městské cihelny, kterou dodala na násypy podlah městská rada, a průtrž mračen během stavby, při které budova navlhla. Dále uvedl, že stavitel ručí za práce jen po dobu jednoho roku od kolaudace, přesto však uhradí ze svého 5 000 zlatých, když město zaplatí zbylých 9 813 zl. a dodá 25 000 cihel.
Část prací proběhla na přelomu ledna a února 1894, hlavní rekonstrukce pod dozorem státního technika měla proběhnout během hlavních prázdnin. Ve skutečnosti se protáhla až do konce roku a výrazně se prodražila, škola však získala řádnou konstrukci a kvalitní podlahy. Výuka zatím probíhala v německém gymnáziu, Lichtenštejnském semináři v Jánské ulici a v měšťance v Oskoli. Kolaudace proběhla již za provozu v březnu 1895, ale již počátkem února následujícího roku si ředitel stěžoval, že z půdy opět pronikla do budovy voda.
V sobotu 7. 11. 1896 ředitel Višňák po dlouhé nemoci zemřel. Školu krátce řídil Bedřich Fialka, od 10. 3. 1897 se ředitelem stal Rudolf baron Henniger z Eberku, bývalý učitel na českém gymnáziu v Olomouci a posléze okresní školní inspektor. V roce 1898 byla ve městě založena česká reálka, pro kterou byla během roku 1902 vystavěna nová budova (dnes Střední pedagogická škola).
Pod Hennigerovým vedením prožila škola klidné období. V roce 1903 bylo zavedeno elektrické osvětlení v učebně fyziky a vylepšeno plynové osvětlení zbytku budovy. O dva roky později byl zaveden vodovod s pitnou vodou a splachovací záchody. Škola vlastnila tělocvičnu, kterou využívala i tělovýchovná jednota Sokol, k provozování venkovních her sloužilo již od roku 1890 hřiště na Rejdišti. Na nátlak mj. i ředitele Hennigera vydala obecní rada v roce 1906 vyhlášku zakazující studující mládeži pobyt v hostincích bez doprovodu rodičů. V tomtéž roce odešel Henniger do penze a ve funkci ho nahradil Bedřich Fialka.
Za první světové války byly mnohé školy zabrány pro vojenské účely. Gymnázium posloužilo jako kasárna jen krátce, poté však muselo sdílet svou budovu s reálkou přeměněnou na lazaret. Výuka utrpěla odvedením některých profesorů a později i starších studentů do armády.

### Od vzniku Československa po nástup komunismu (1918–1948)
Po vzniku Československé republiky začali rodiče hromadně odvolávat své děti z německých škol. Na manifestaci dne 24. 8. 1919 byla přijata rezoluce za zrušení německého gymnázia a reálky v Kroměříži. Obě školy byly skutečně zanedlouho zrušeny jako zbytečné, do bývalé německé reálky se z budovy gymnázia přesunul učitelský ústav. I nadále však gymnázium sdílelo své prostory s jinými školami. Došlo i ke změnám v systému výuky. Již od listopadu 1918 bylo povoleno přijímat dívky jako řádné žákyně. V letech 1923–1929 proběhla na žádost městské rady postupná přeměna ústavu v reálné gymnázium. Počátkem roku 1924 odešel do penze ředitel Bedřich Fialka, jeho nástupcem se zanedlouho stal Jiří Malovaný. V roce 1932 proběhly mohutné oslavy padesátého výročí založení školy. V červenci 1934 nastoupil na místo ředitele Karel Kepert, v následujících letech se čím dál větším problémem stával nedostatek prostor. Škola usilovala o získání celé historické budovy, prozatím však získala jen tři učebny vyklizené Jungmannovou chlapeckou školou.
Za druhé světové války se opakovala situace z let 1914–1918. Gymnázium muselo poskytovat prostory reálce a Arcibiskupskému gymnáziu, jejichž budovy zabrali Němci. Školu opustili studenti židovského původu. Od září 1941 se kroměřížská reálka postupně transformuje v reálné gymnázium Na příkopech. Na místě ředitele gymnázia se v rychlém sledu vystřídal E. Čecháček, Karel Koupil, opět E. Čecháček a konečně od roku 1942 zatímní správce, profesor bývalé reálky, dr. Jindřich Březina. V koncentračních táborech zahynul sokolský funkcionář a učitel zeměpisu a tělocviku Václav Sedláček a student Miroslav Svoboda, syn pozdějšího prezidenta Ludvíka Svobody. Do jara 1943 byly všechny tři kroměřížské střední školy sloučeny do jedné pod vedením Josefa Hilgartnera, kterého zakrátko opět vystřídal dr. Březina. Množila se udání, do budovy se postupně přesouvaly další vzdělávací instituce, studenti byli odesíláni na nucené práce do Německa. Od konce roku 1944 je vyučování redukováno na dva dny v týdnu. V únoru 1945 obsadili budovu maďarští vojáci, přidala se epidemie tyfu a výuka byla zcela znemožněna. Oficiálně byla přerušena 18. 4.
Kroměříž byla osvobozena ve dnech 4. až 6. 5. 1945 rumunskou armádou, vyučování bylo slavnostně zahájeno 29. května. Gymnázium bylo obnoveno jako humanitní a od roku 1946 neslo název Benešovo. Ředitelem se stal opět Josef Hilgartner. Arcibiskupské gymnázium bylo obnoveno v původním rozsahu, zrušenou reálku nahradilo nové Masarykovo reálné gymnázium. Tento stav však neměl dlouhého trvání. Po únoru 1948 bylo gymnázium redukováno na čtyřleté, název Benešovo byl opuštěn a ředitelem se stal Josef Zelingr. Arcibiskupské gymnázium, Masarykovo reálné gymnázium a učitelský ústav byly zrušeny (první bylo obnoveno v roce 1991).

## Významní žáci gymnázia
- Vilibald Mildschuh (1878 – 1939) – český ekonom a statistik
- Antonín Dostálek (1882 – 1938) – hudební skladatel a klavírista
- Gracian Černušák (1882 – 1961) – český pedagog, hudebník, sbormistr a hudební kritik
- Richard Sicha (1883 – 1963) – český spisovatel, bojovník za samostatnost Československého státu
- Rudolf Kroutil (1884–1964), divizní generál, důstojník Československých legií v Rusku, významný funkcionář kroměřížské kopané
- František Pospíšil (1885 – 1958) – český i moravský etnograf a muzejník
- Bohuslav Ečer (1893 – 1954) – československý generál justiční služby a profesor mezinárodního trestního práva
- Ludvík Nábělek (1896 – 1982) – slovenský lékař a protifašistický bojovník českého původu
- Josef Jedlička (1904 – 1993) – český houslista, profesor hry na housle na konzervatoři v Brně
- Alois Dubovský (1900 – 1942) – český lékař a odbojář popravený nacisty
- Jaromír Tomeček (1906 – 1997) – český spisovatel
- Alexej Čepička (1910 – 1990) – český a československý politik Komunistické strany Československa
- Zdeněk Mlčoch (1921 – 1995) – český malíř, ilustrátor, grafik a typograf
- Alois Poledňák (1922 – 1984) – český a československý politik Komunistické strany Československa, poúnorový poslanec Národního shromáždění ČSSR a Sněmovny lidu Federálního shromáždění, novinář, ředitel Československého státního filmu
- Zora Rozsypalová (1922 – 2010) – česká divadelní a filmová herečka
- Miroslav Špůr (1924 – 1983) – vysokoškolský pedagog na Katedře geografie Univerzity Jana Evangelisty Purkyně v Ústí nad Labem
- Milan Šamánek (1931–2020) – český lékař, pediatr specializující se v oboru kardiologie
- Miloš Smetana (1932 – 2009) – český scenárista a dramaturg
- Jaromír Hnilička (1932 – 2016) – český trumpetista, hudební aranžér, skladatel, jazzový hudebník a hudební pedagog
- Vojtěch Adamec (1933 – 2011), český sochař
- Miroslav Ambro (1934 – 1964) – český kameraman a režisér dabingu české televize v Brně
- Léon Karný (1935 – 2008) – český archivář a historik
- Arne Linka (1938 – 1999) – pianista, muzikolog, pedagog a muzikoterapeut
- Věra Vlčková (1944 – 1989) – česká herečka
- Jiří Vrána (1947 – 2006) – český hudebník a hudební skladatel.
- Petr Sáha (* 1948) – český vědec, rektor Univerzity Tomáše Bati ve Zlíně, předseda České konference rektorů
- Karel Mišurec (* 1949) – český divadelní herec
- Jiří Růžička (* 1953) – jazzový klavírista
- Miroslav Sova (* 1956) – český kytarista
- Jan Mazák (* 1957) – český divadelní herec
- Zdenek Plachý (1961 – 2018) – český hudební skladatel a divadelní a televizní režisér
- Rostislav Marek (* 1961) – český divadelní herec
- Michaela Šojdrová (* 1963) – česká politička
- Dalibor Slezák (* 1970) – bývalý český fotbalista
- Michal Malacka (* 1973) – český právník a vysokoškolský učitel
- Markéta Pilátová (* 1973) – česká spisovatelka, hispanistka a novinářka
- Radek Vondráček (* 1973) – český politik a právník, od listopadu 2017 předseda Poslanecké sněmovny PČR
- Ondřej Císař (* 1974) – český sociolog a politolog[2]

### Učitelé
Martin Krčál (*1978) – vyučuje dějepis a český jazyk